# جينا لي (صحفية)
جينا لي (بالإنجليزية: Jenna Lee)‏ هي صحفية ومذيعة وكاتبة العمود أمريكية، ولدت في 30 مايو 1980 في سان فرانسيسكو في الولايات المتحدة.

## وصلات خارجية
- جينا لي على موقع IMDb (الإنجليزية)